# Widerströmska huset

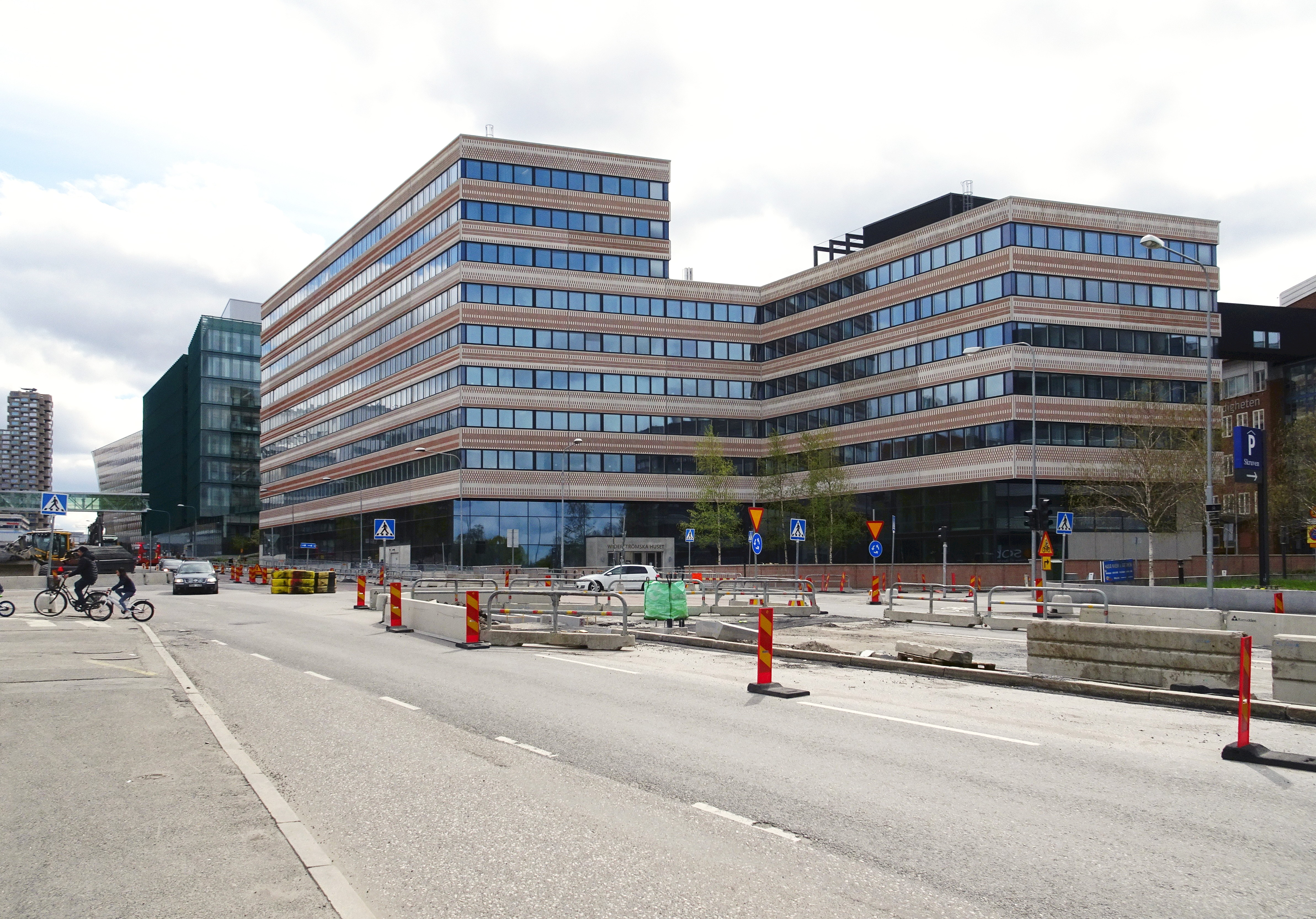
Widerströmska huset, sett från Solnavägen, 2019.

Widerströmska huset är en byggnad på Campus Solna i hörnet Tomtebodavägen / Solnavägen i Solna kommun. Huset ägs av Akademiska Hus och invigdes i januari 2013. Husets arkitekt, KOD Arkitekter, prisbelönades ”för en fint och omsorgsfullt projekterad byggnad för kontor och undervisning…”.

## Bakgrund
På platsen, en del av fastigheten Haga 4:35, fanns förut en byggrätt för ett parkeringshus. En ny detaljplan vann laga kraft i januari 2013. Detaljplanens syfte var att möjliggöra byggandet av ett kontorshus inom Karolinska Institutets område. Kontorsbyggnaden skulle innehålla kontor samt undervisningslokaler för institutioner med inriktning främst på folkhälsa. Den planerade byggnaden kallades till en början "Folkhälsohuset" men fick sedan namnet "Widerströmska huset" efter Karolina Widerström som var Sveriges första kvinnliga läkare.

## Byggnadsbeskrivning

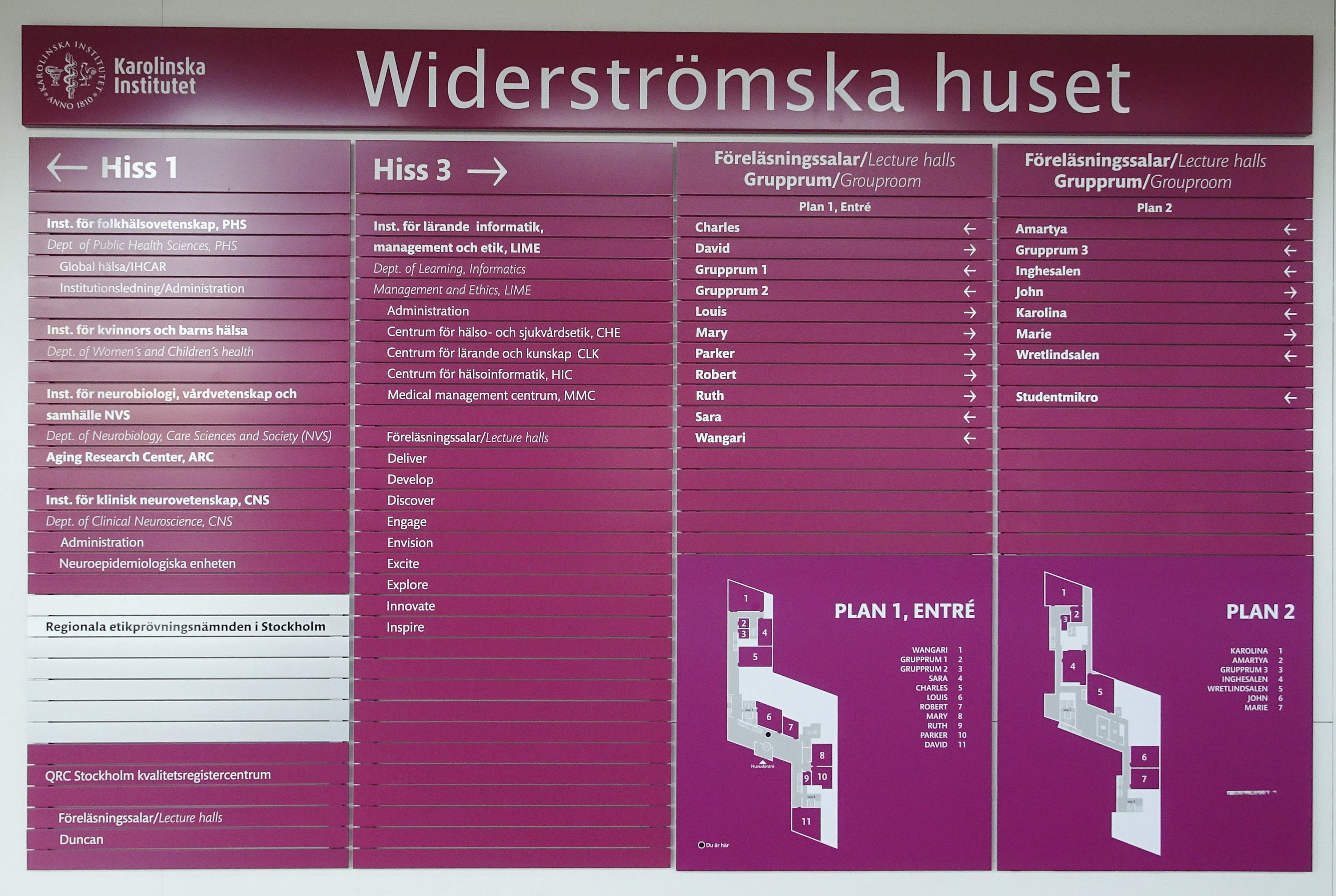
Information med byggnadens disposition.

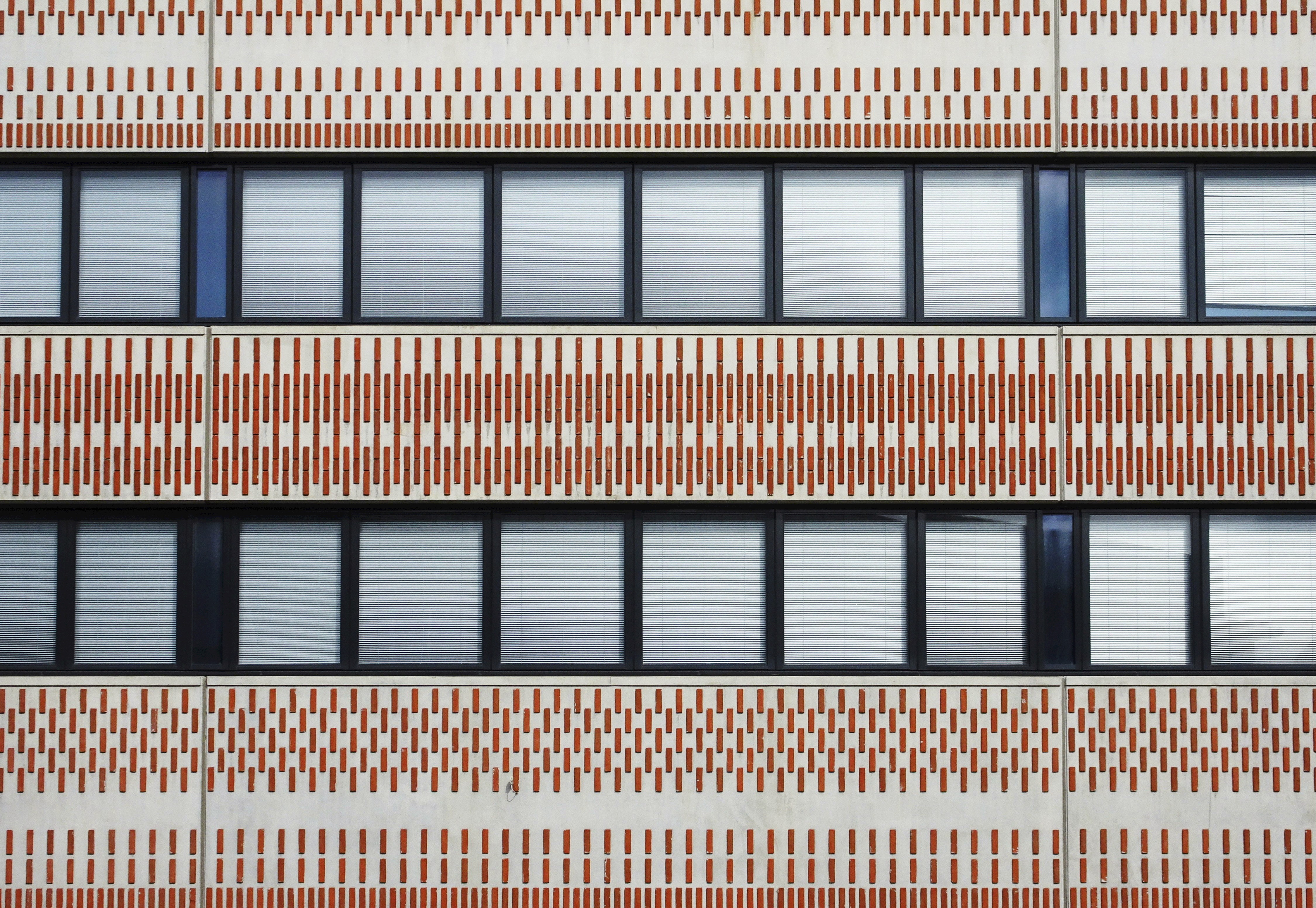
Fasaddetalj, "lusekoftan".

Byggnadens tomt ligger på Campus Solna i hörnet Tomtebodagatan / Solnavägen där byggherren, Akademiska Hus beslöt att låta uppföra en byggnad för bland annat folkhälsoarbete och utbildning. Arkitektuppdraget gick till KOD Arkitekter som ritade två huskroppar i olika höjd vilka bland annat rymmer en hörsal, föreläsningssalar, mötesrum och omkring 500 kontorsplatser. 
Husets nedersta två våningar är glasade så att förbipasserande kan följa verksamheten utifrån. Fasaderna i övrigt består av bröstningsband av prefabricerade betongelement med ingjutna, mönsterlagda röda tegelstenar. Man ville därmed anknyta till de äldre byggnaderna inom Campus Solna som till stor del består av röda tegelbyggnader. Från avstånd ger fasaderna med sina tegelbröstningar och fönsterband intrycket av en mönsterstickad kofta vilket gav huset smeknamnet ”lusekoftan”.
Den högre husdelen har tio våningar och korresponderar med de nya byggnaderna längs Solnavägen, medan den lägre husdelen med sju våningar längs Tomtebodagatan ansluter till den befintliga bebyggelsens volymer. Entrén är gemensam för båda husdelarna och ligger i inre vinkeln vid Tomtebodagatan / Solnavägen. I foajén dominerar stora obehandlade betongytor samt utsmyckning i betong, som kontrasterar mot gulfärgade handledare, dörrar och golv samt svarta tak.
Byggstart var i mars 2011 och inflyttning skedde i januari 2013. Lokalytan är omkring 15 000 m². Hyresgäster är Karolinska Institutet, Stockholms läns landsting och Folkhälsomyndigheten. Den senare har sitt ordinarie kontor intill som kan nås via en klimatskyddad gångbrygga på våning sex.

## Betongpris
År 2013 belönades KOD Arkitekter med priset ”Årets Betongarkitekt” som utges av facktidskriften Betong. Juryns motivation löd:
| ” | För en fint och omsorgsfullt projekterad byggnad för kontor och undervisning inom Karolinska Institutet, Widerströmska huset i Solna. Den stora volymen är väl behandlad och fasadelementen av prefabricerad betong med ingjutet tegel ger vacker mönsterverkan. Teglet anknyter till den anslutande äldre tegelarkitekturen men på ett helt nytt sätt. Entré och inre hall exponerar stora obehandlade betongytor samt utsmyckning i betong, som ställs mot signalfärgade dörrar och golv - tufft och elegant. | „ |

## Bilder

Exteriör
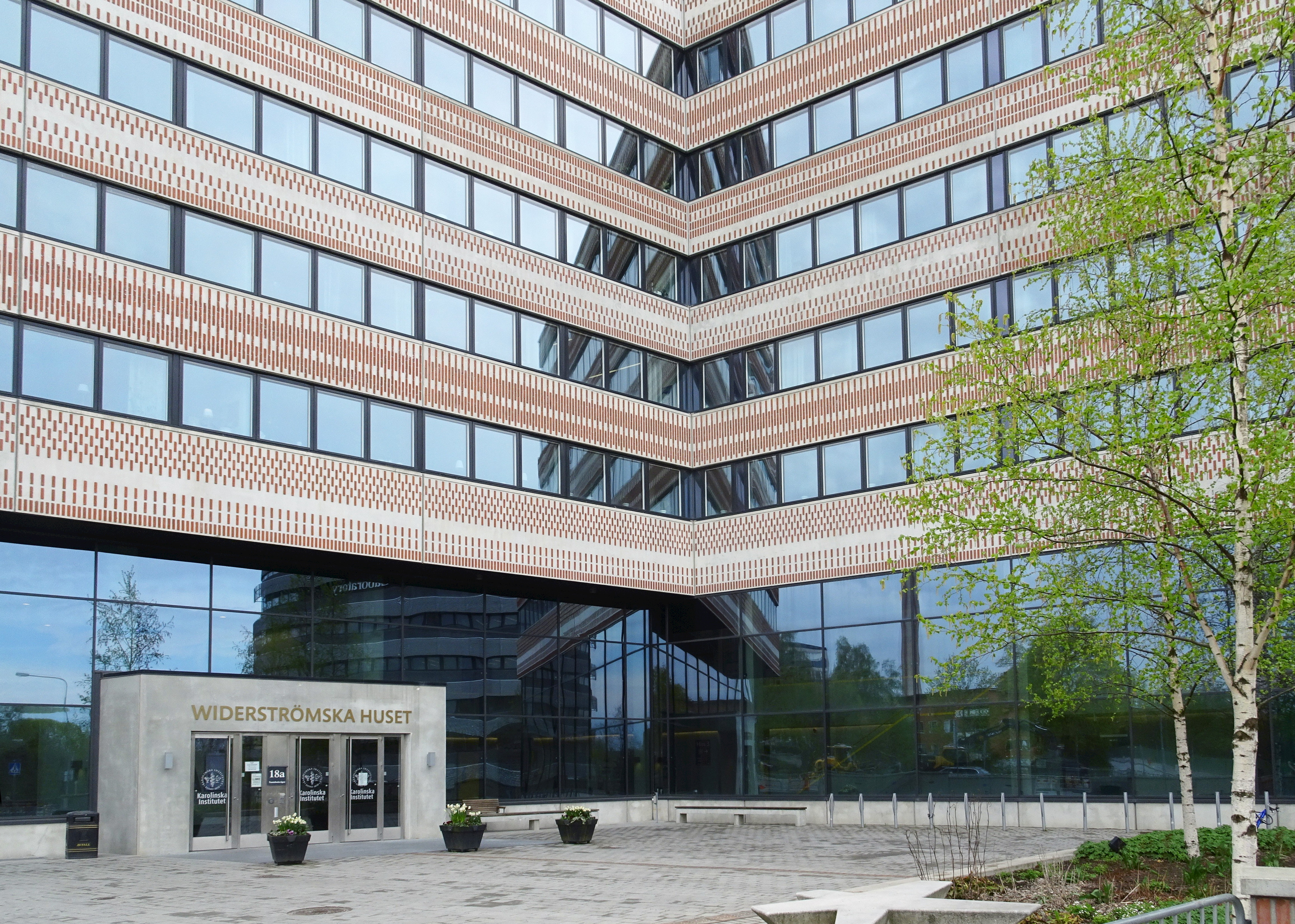
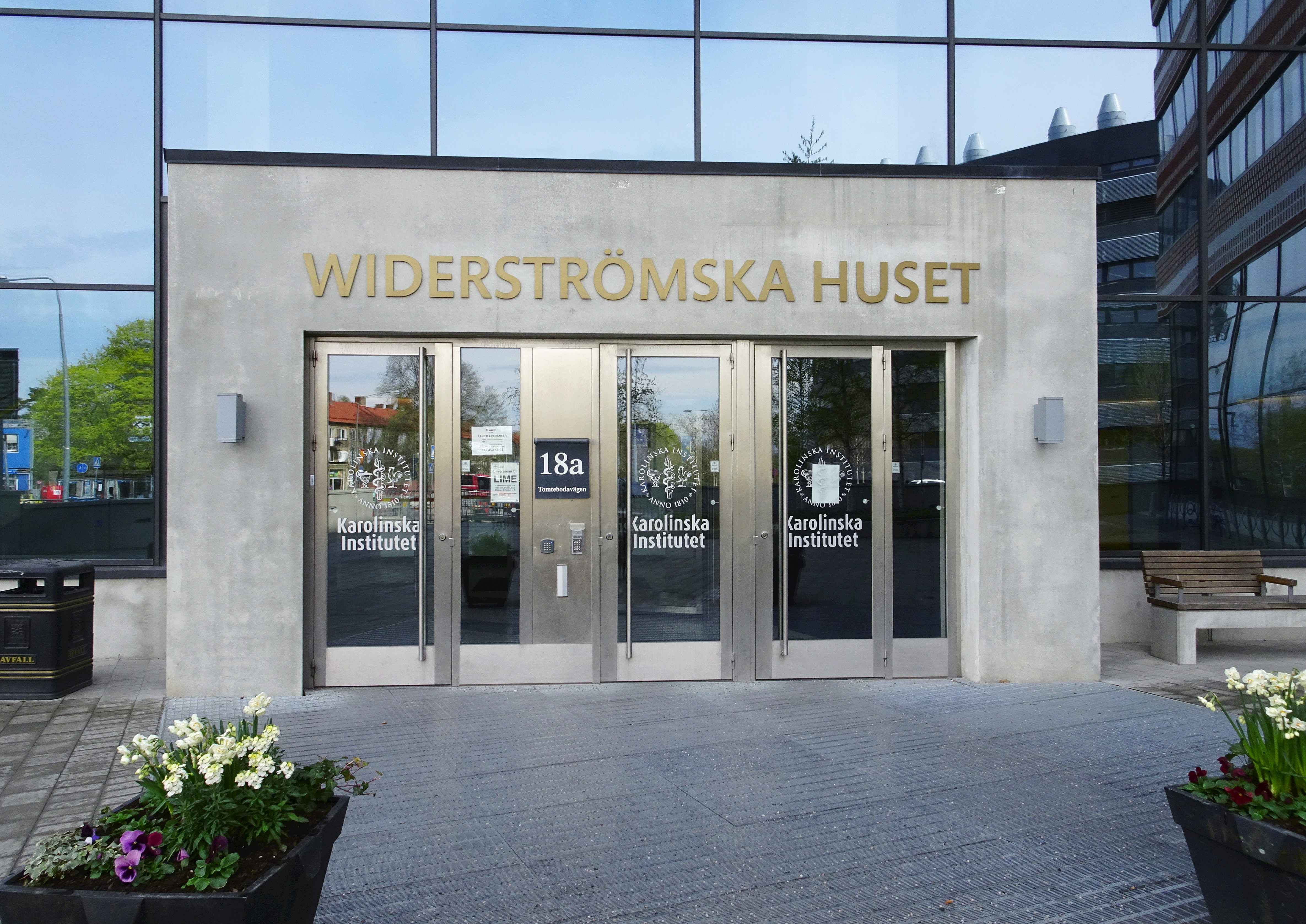
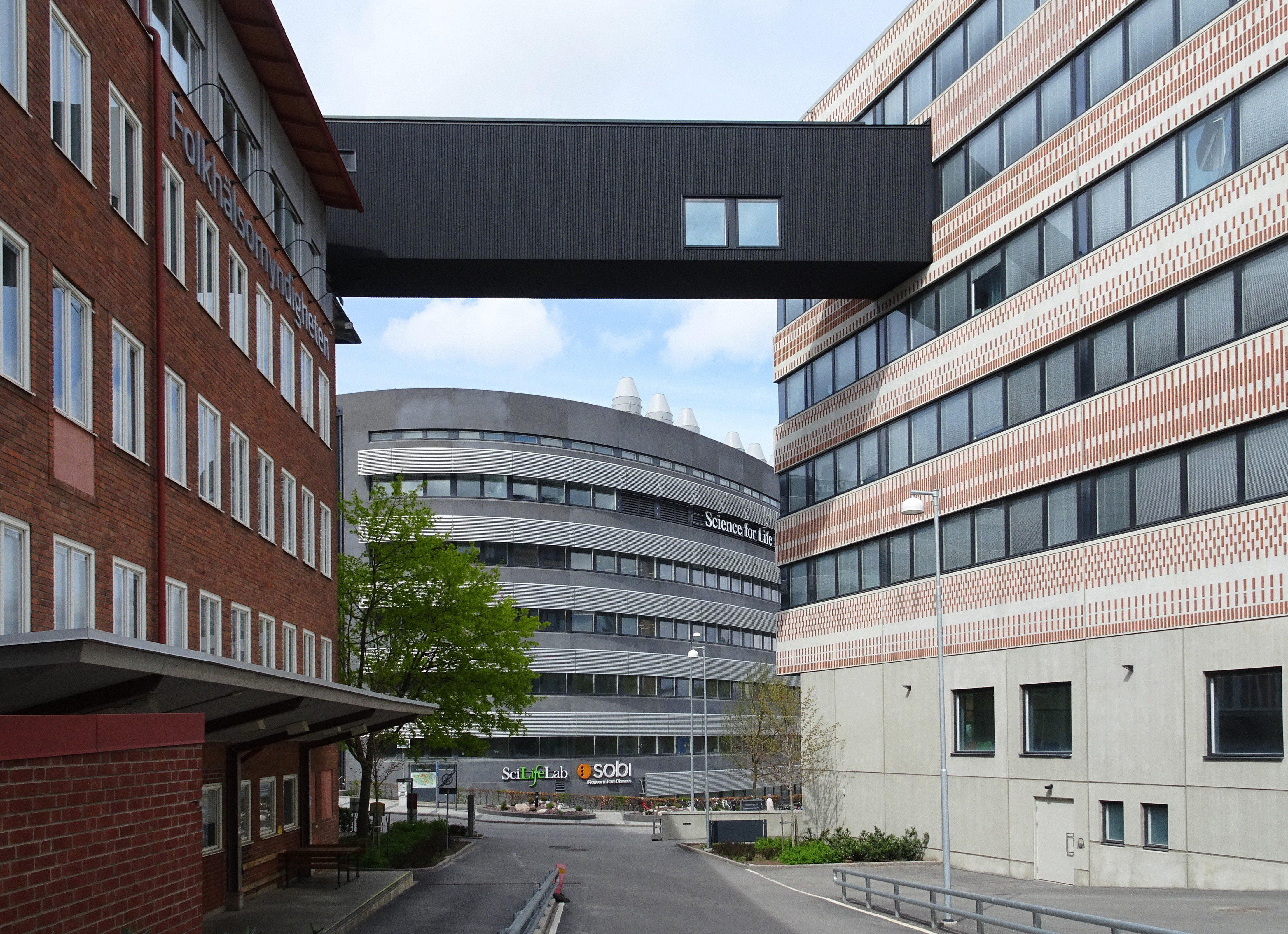
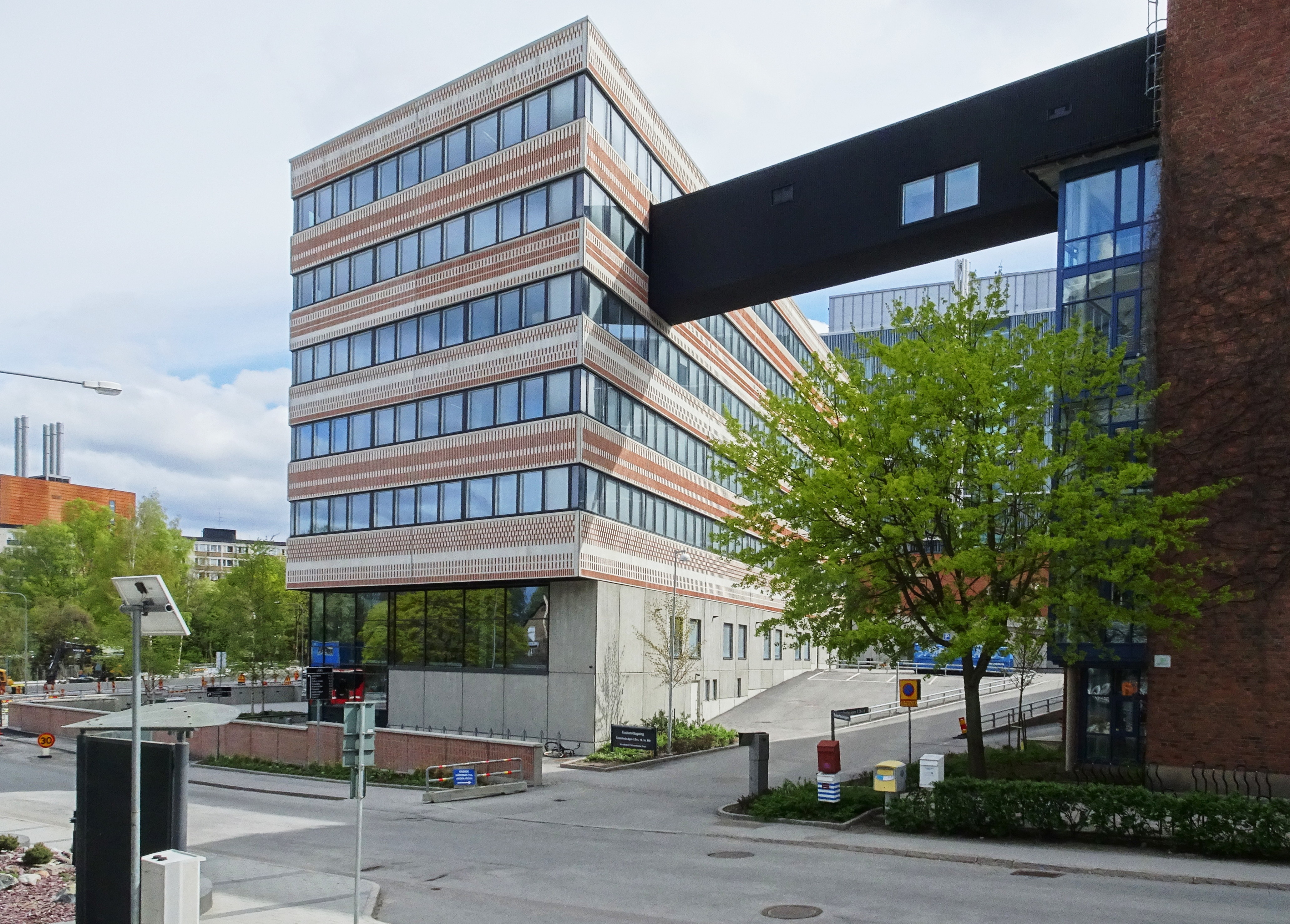

Interiör, entré och foajé
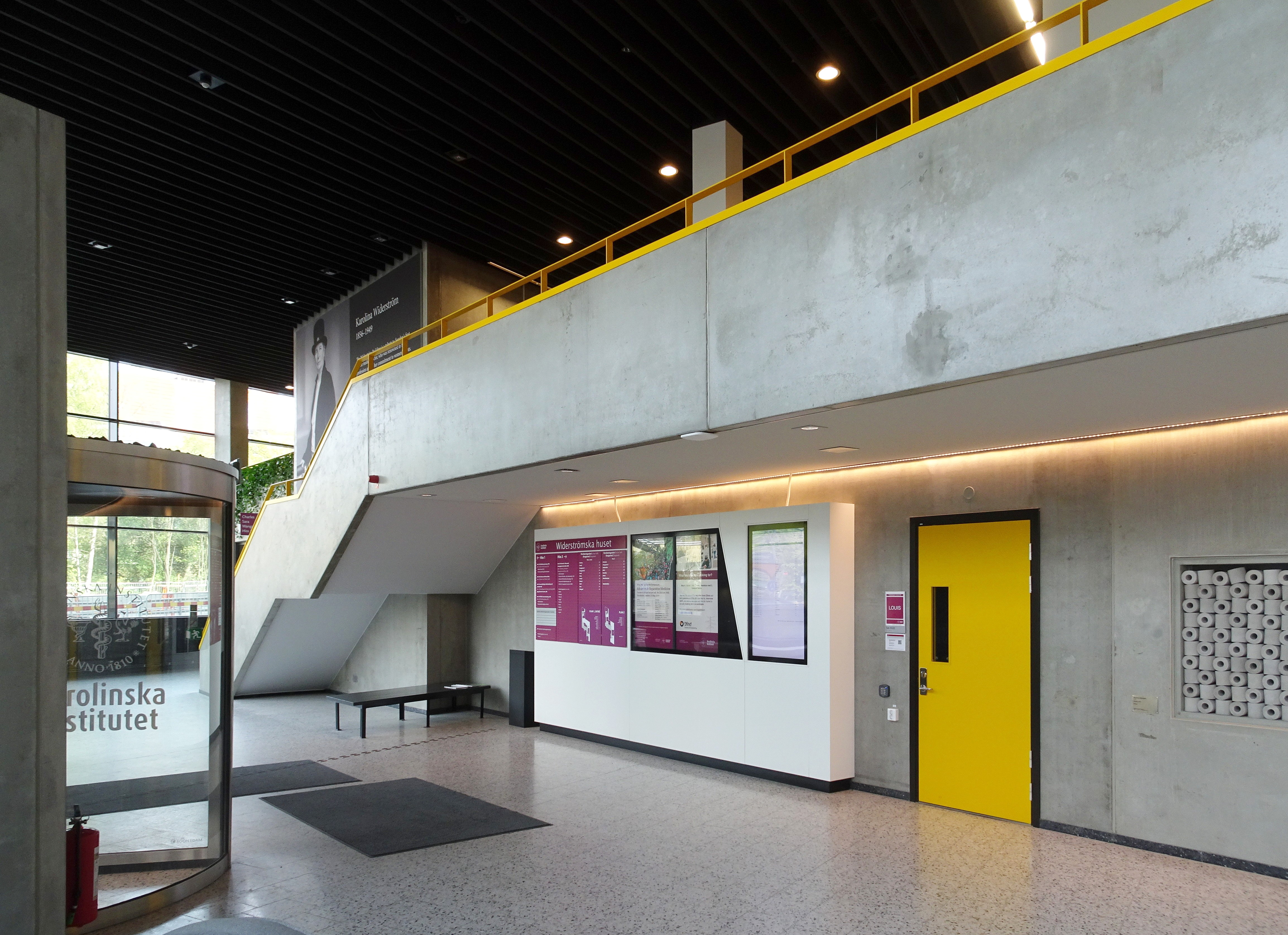
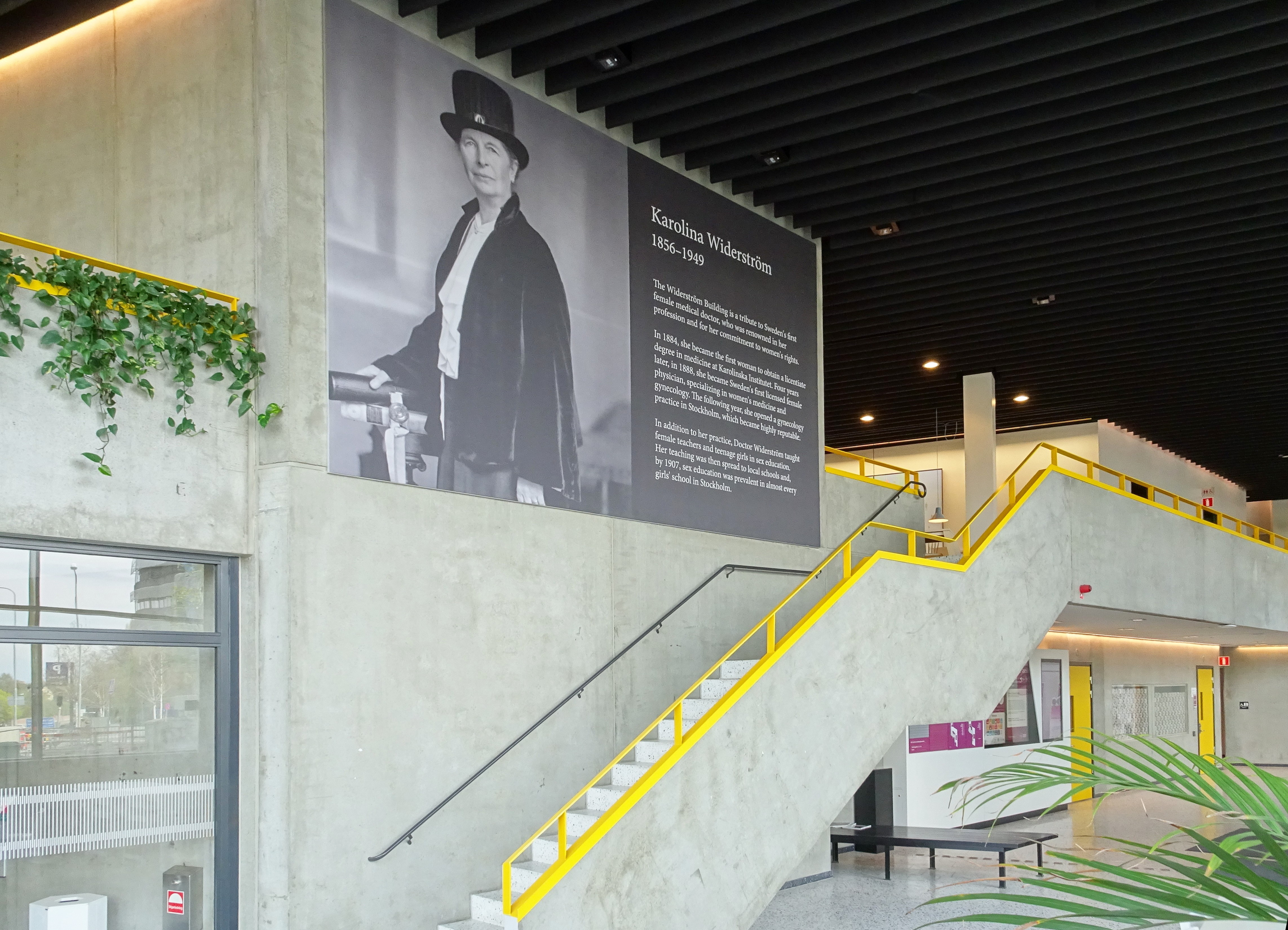
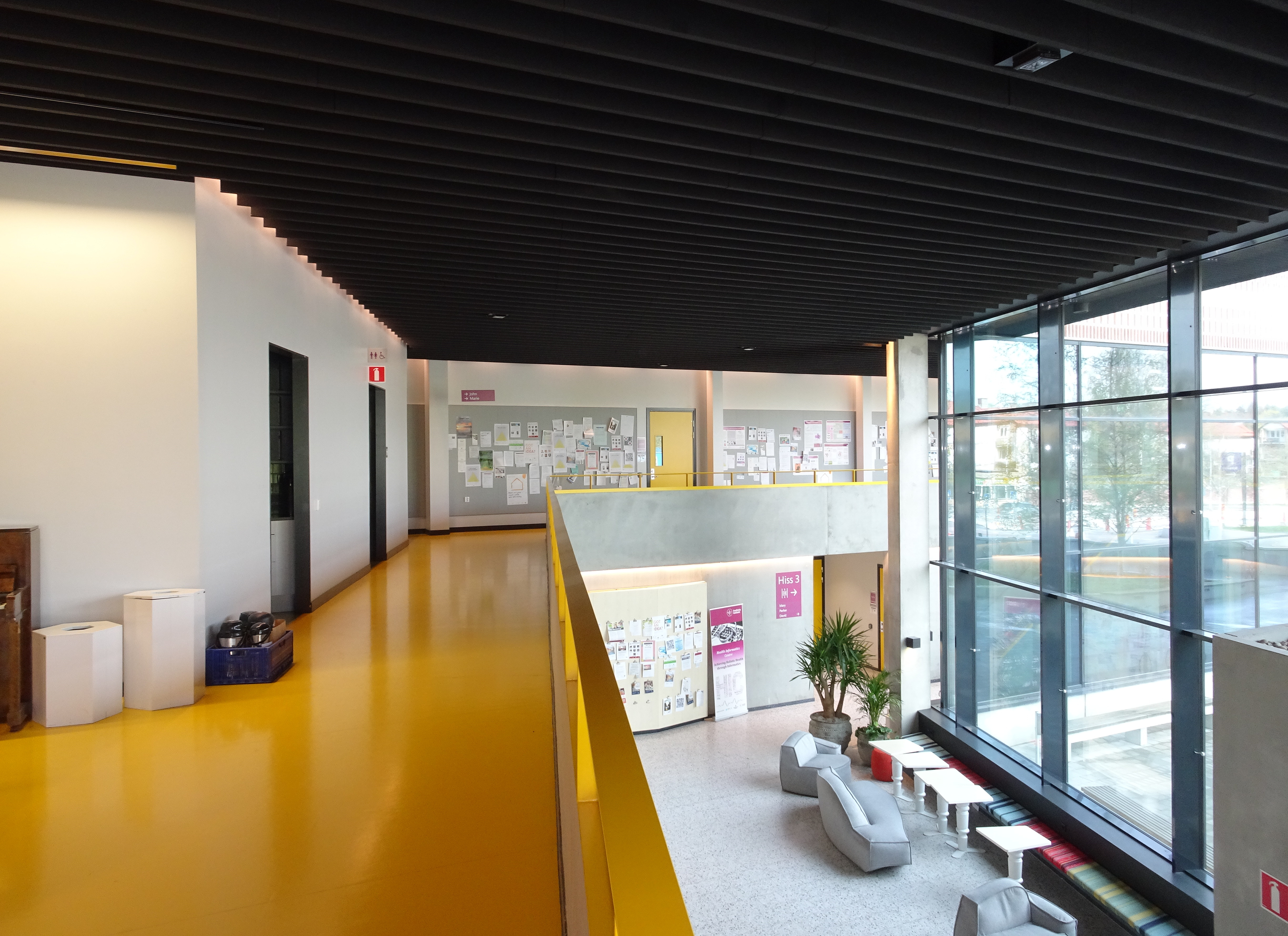
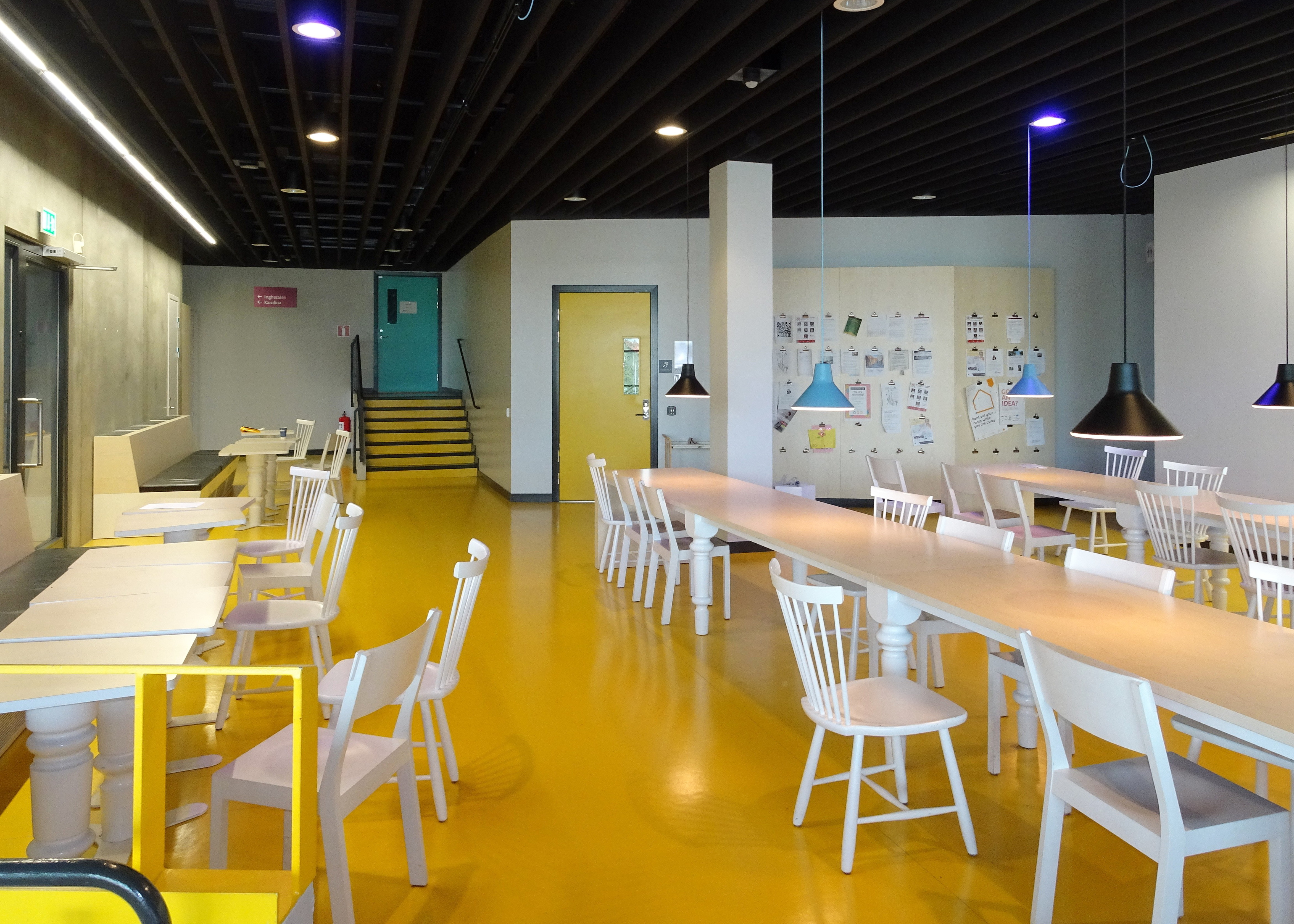